# Fort Phil Kearny

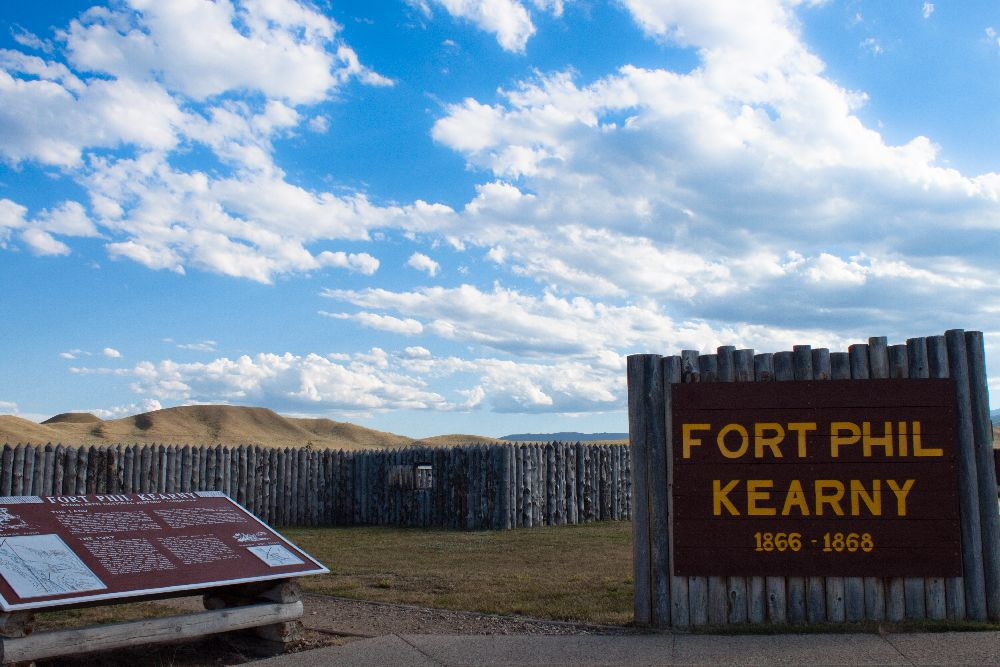
Fort Phil Kearny

Fort Phil Kearny was een fort van het United States Army dat eind jaren 1860 bestond in het huidige noordoosten van Wyoming langs de Bozeman Trail. De bouw begon in 1866 op vrijdag 13 juli door de compagnieën A, C, E en H van het 2e infanteriebataljon, onder leiding van de regimentscommandant en commandant van het bergdistrict kolonel Henry B. Carrington.

## Geschiedenis

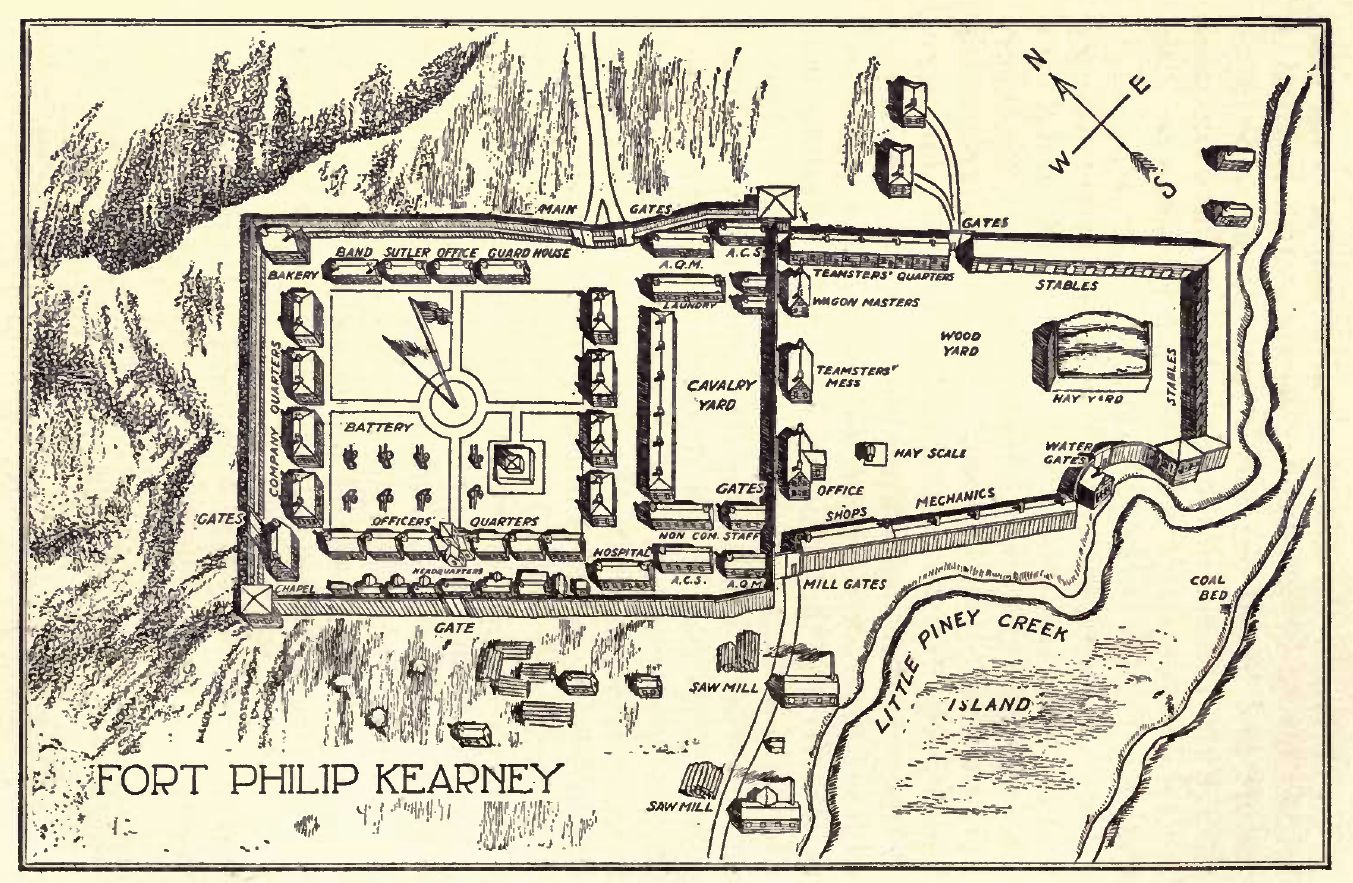
Plan van het fort

De post werd vernoemd naar generaal-majoor Philip Kearny (1815-1862), een populair figuur in de Amerikaanse Burgeroorlog.  Het fort moet onderscheiden worden van het gelijknamige Fort Kearny in Nebraska, dat genoemd was naar zijn oom, Stephen W. Kearny (1794-1848). Tegenwoordig worden het fort en het in de buurt gevoerde Fettermans gevecht en Wagon Box gevecht slagvelden onderhouden door de staat Wyoming als Fort Phil Kearny State Historic Site.
Het fort lag aan de oostkant van de Bighorn Mountains in het huidige noorden van Johnson County, ongeveer ten noorden van Buffalo.  Samen met Fort Reno en Fort C. F. Smith, werd het fort opgericht langs de Bozeman Trail in de Powder River County op het hoogtepunt van de Amerikaans-indiaanse oorlogen om potentiële kolonisten en goudzoekers te beschermen die het pad namen naar het noorden vanaf de Oregon Trail naar het huidige Montana.

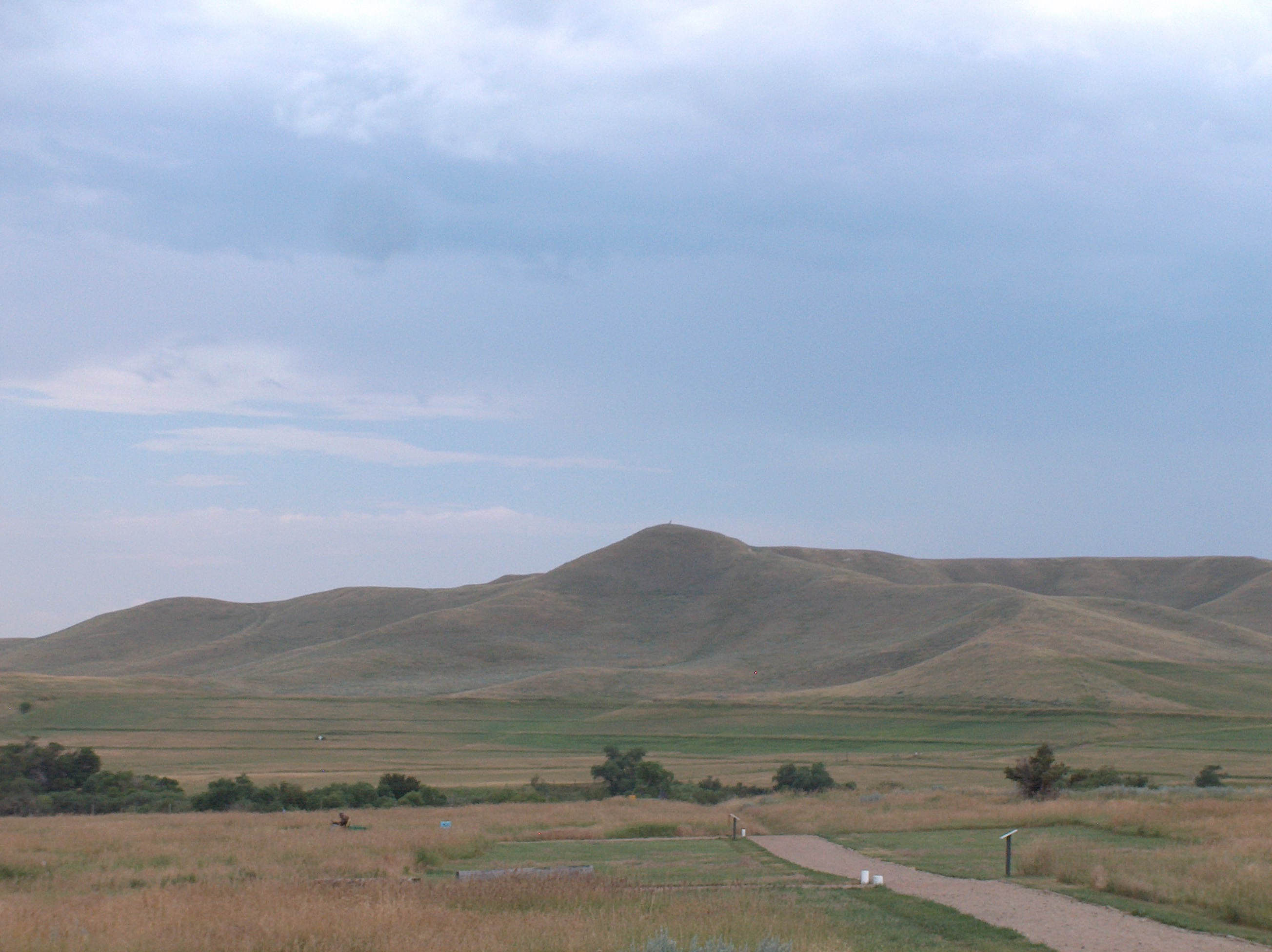
Pilot Hill, van waarop met vlaggen met het fort werd gecommuniceerd

Op een hoogte van 1430 m boven zeeniveau was Fort Phil Kearny het grootste van de drie versterkingen langs de route. Zijn 2,5 m hoge houten muren omsloten een gebied van ongeveer zeven hectare. Voor de bouw waren meer dan vierduizend boomstammen nodig. Voor de verdere bouw in 1867 waren meer 130.000 adobe bakstenen nodig.
Het fort was voortdurend in aanbouw en naderde zijn voltooiing in december 1866, toen het garnizoen zou worden omgevormd tot de 27e Infanterieregiment. Op het hoogtepunt van zijn sterkte telde het garnizoen 400 manschappen en 150 burgers: 9 officieren, een chirurg en 329 soldaten van vijf infanteriecompagnieën, en 150 civiele kwartiermakers en aannemers.
Het fort, bij de Indianen bekend als de “gehate post op de Little Piney”, speelde een belangrijke rol in Red Cloud's oorlog. Het gebied rond het fort was de plek van het Fettermans gevecht in 1866 en het Wagon Box gevecht in 1867. In 1868 had de Union Pacific Railway ver genoeg naar het westen gereikt zodat emigranten de goudvelden van Montana konden bereiken via het huidige Idaho, waardoor de gevaarlijke Bozeman Trail overbodig werd. Alle drie de forten langs het pad werden verlaten als onderdeel van het Verdrag van Fort Laramie (1868). Kort daarna werd Fort Phil Kearny in brand gestoken door Cheyenne.

## Fort Phil Kearny State Historic Site
Fort Phil Kearny State Historic Site omvat een bezoekerscentrum met tentoonstellingen, video's, een boekwinkel en rondleidingen over het fort en de afgelegen plaatsen.  De rondleiding markeert de archeologische overblijfselen van de gebouwen van het fort.  Een hut gebouwd door het Civilian Conservation Corps (CCC) is ingericht om de vertrekken van een officiersvrouw en een onderofficiersverblijf uit die tijd weer te geven.  Bezoekers kunnen ook een bezoek brengen aan de nabijgelegen slagvelden die binnen een straal van acht km van het bezoekerscentrum liggen.
In 1966 zond NBC “The Massacre at Fort Phil Kearny” uit in de anthologieserie gepresenteerd door Bob Hope.
Fort Phil Kearny was ook het onderwerp van de film Tomahawk' met in de hoofdrol Van Heflin, door Universal International (UI) Pictures.  De Internet Movie Database (IMDb) noemde de film historisch gezien ongewoon accuraat.